# Seleção Belga de Voleibol Feminino

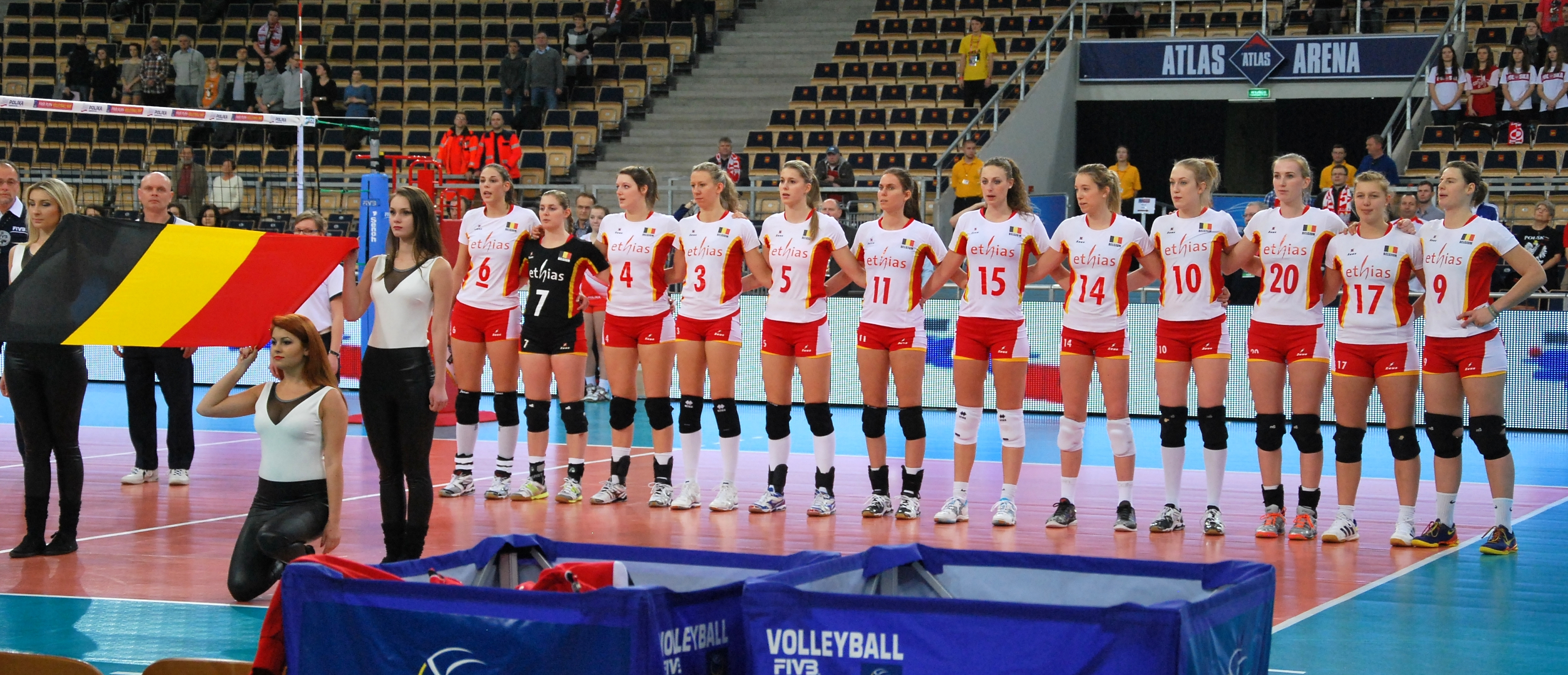
Equipe belga em 2014.

A Seleção Belga de Voleibol Feminino é uma equipe europeia composta pelas melhores jogadoras de voleibol da Bélgica. A equipe é mantida pela Real Federação Belga de Voleibol (Koninklijk Belgisch Volleybalverbon). Atualmente ocupa a 12ª posição do ranking da FIVB.

## Histórico
A equipe belga é considerada um time em ascensão no voleibol internacional. Seus principais resultados são a terceira colocação no Campeonato Europeu de 2013 e o vice-campeonato na Liga Europeia no mesmo ano. No ano de 2014 a equipe ganhou a "segunda divisão" do Grand Prix, o que deu direito a disputar a fase final da competição contra times do primeiro escalão do voleibol. A equipe acabou na sexta colocação e no mesmo ano alcançou a melhor posição da história em um Campeonato Mundial ao terminar na 11ª colocação. A equipe nunca se classificou para uma Olimpíada.

## Principais resultados

### Campeonato Mundial
| Ano  | Sede                    | Colocação |
| ---- | ----------------------- | --------- |
| 1956 | França                  | 13º       |
| 1978 | União Soviética         | 22º       |
| 2014 | Itália                  | 11º       |
| 2022 | Polónia · Países Baixos | 14°       |
| 2025 | Tailândia               |           |

### Campeonato Europeu
| Ano  | Sede                                  | Colocação |
| ---- | ------------------------------------- | --------- |
| 1967 | Turquia                               | 14º       |
| 1975 | Iugoslávia                            | 12º       |
| 1979 | França                                | 12º       |
| 1987 | Bélgica                               | 12º       |
| 2007 | Bélgica · Luxemburgo                  | 7º        |
| 2009 | Polónia                               | 11º       |
| 2013 | Alemanha · Suíça                      | 3º        |
| 2015 | Países Baixos · Bélgica               | 6º        |
| 2017 | Azerbaijão · Geórgia                  | 14º       |
| 2019 | Hungria · Polónia · Chéquia · Turquia | 9°        |
| 2021 | Sérvia · Croácia · Bulgária · Roménia | 14°       |
| 2023 | Alemanha · Bélgica · Estónia · Itália | 15°       |

### Grand Prix
| Ano  | Sede     | Colocação |
| ---- | -------- | --------- |
| 2014 | Tóquio   | 6º        |
| 2015 | Omaha    | 10º       |
| 2016 | Bancoque | 11º       |
| 2017 | Nanquim  | 12º       |

### Liga das Nações
| Ano  | Sede   | Colocação |
| ---- | ------ | --------- |
| 2022 | Ancara | 15º       |
| 2025 | Łódź   | 14º       |

### Liga Europeia
| Ano  | Sede  | Colocação |
| ---- | ----- | --------- |
| 2013 | Varna | 2º        |

## Equipe atual
Time que disputou o Campeonato Mundial de Voleibol Feminino de 2014.
Técnico: Gert Vande Broek
| No. | Nome               | Data de Nascimento     | Altura              | Peso           | Ataque           | Bloqueio         | Clube em 2014      |
| --- | ------------------ | ---------------------- | ------------------- | -------------- | ---------------- | ---------------- | ------------------ |
| 1   | Angie Bland        | 26 de abril de 1984    | 1,87 m (6 ft 2 in)  | 65 kg (140 lb) | 306 cm (120 pol) | 298 cm (120 pol) | Volley-Ball Nantes |
| 3   | Frauke Dirickx     | 3 de janeiro de 1980   | 1,86 m (6 ft 1 in)  | 74 kg (160 lb) | 305 cm (120 pol) | 302 cm (120 pol) | Impel Wrocław      |
| 4   | Nina Coolman       | 25 de janeiro de 1991  | 1,80 m (5 ft 11 in) | 70 kg (150 lb) | 305 cm (120 pol) | 293 cm (120 pol) | Saint-Cloud Paris  |
| 5   | Laura Heyrman      | 17 de maio de 1993     | 1,86 m (6 ft 1 in)  | 73 kg (160 lb) | 310 cm (120 pol) | 280 cm (110 pol) | LJ Modena          |
| 6   | Charlotte Leys (C) | 18 de março de 1989    | 1,84 m (6 ft 0 in)  | 78 kg (170 lb) | 305 cm (120 pol) | 293 cm (120 pol) | Atom Trefl Sopot   |
| 7   | Valérie Courtois   | 1 de novembro de 1990  | 1,71 m (5 ft 7 in)  | 66 kg (150 lb) | 280 cm (110 pol) | 270 cm (110 pol) | VC Oudegem         |
| 10  | Lise Van Hecke     | 1 de julho de 1992     | 1,86 m (6 ft 1 in)  | 70 kg (150 lb) | 299 cm (120 pol) | 281 cm (110 pol) | River Piacenza     |
| 11  | Els Vandesteene    | 30 de maio de 1987     | 1,84 m (6 ft 0 in)  | 70 kg (150 lb) | 308 cm (120 pol) | 291 cm (110 pol) | Volley-Ball Nantes |
| 12  | Dominika Strumilo  | 26 de dezembro de 1996 | 1,86 m (6 ft 1 in)  | 66 kg (150 lb) | 311 cm (120 pol) | 292 cm (110 pol) | Asterix Kieldrecht |
| 14  | Hélène Rousseaux   | 25 de setembro de 1991 | 1,87 m (6 ft 2 in)  | 70 kg (150 lb) | 322 cm (130 pol) | 300 cm (120 pol) | LJ Modena          |
| 17  | Ilka Van De Vijver | 26 de janeiro de 1993  | 1,79 m (5 ft 10 in) | 73 kg (160 lb) | 296 cm (120 pol) | 273 cm (110 pol) | RC Cannes          |
| 18  | Britt Ruysschaert  | 27 de maio de 1994     | 1,77 m (5 ft 10 in) | 62 kg (140 lb) | 302 cm (120 pol) | 281 cm (110 pol) | Asterix Kieldrecht |
| 19  | Sarah Cools        | 14 de abril de 1997    | 1,88 m (6 ft 2 in)  | 68 kg (150 lb) | 312 cm (120 pol) | 291 cm (110 pol) | Asterix Kieldrecht |
| 20  | Maud Catry         | 4 de setembro de 1990  | 1,89 m (6 ft 2 in)  | 78 kg (170 lb) | 307 cm (120 pol) | 302 cm (120 pol) | Saint-Cloud Paris  |